# HD 77309
HD 77309，又名BD+54 1272，SAO 27105、HR 3592，是一颗恒星，视星等为5.75，位于銀經163.2，銀緯40.86，其B1900.0坐标为赤經8h 56m 40.9s，赤緯+54° 40.86′ 41″。